# Dawson (Georgia)
Dawson település az Amerikai Egyesült Államok Georgia államában, Terrell megyében, melynek megyeszékhelye is. Lakosainak száma 4414 fő (2020. április 1.).

## Népesség
A település népességének változása:
| Lakosok száma | 5058 | 4540 | 4414 |
|               | 2000 | 2010 | 2020 |